# Fjällvråk
Fjällvråk (Buteo lagopus) är en rovfågel. Den är en utpräglad flyttfågel som häckar cirkumpolärt i de nordligaste delarna av holarktis.

## Utseende
Fjällvråken är 49–60 cm lång och har ett vingspann på 123–148 cm, och är därmed större än ormvråken. Det är mindre varierad i sin färgteckning än ormvråken, och alltid med ljust spräckligt inslag. Juvenilen är mycket ljus på undersidan, och även den adulta fågeln är huvudsakligen ljus på undersidan med svart ändband på stjärt och vingar samt svarta knogar och mörkt parti på buken. Den har i alla dräkter vit övergump med svart ändband på ovansidan stjärten. För att vara en vråk av denna storlek är dess näbb förhållandevis klen. Den har fjäderklädda tarser.

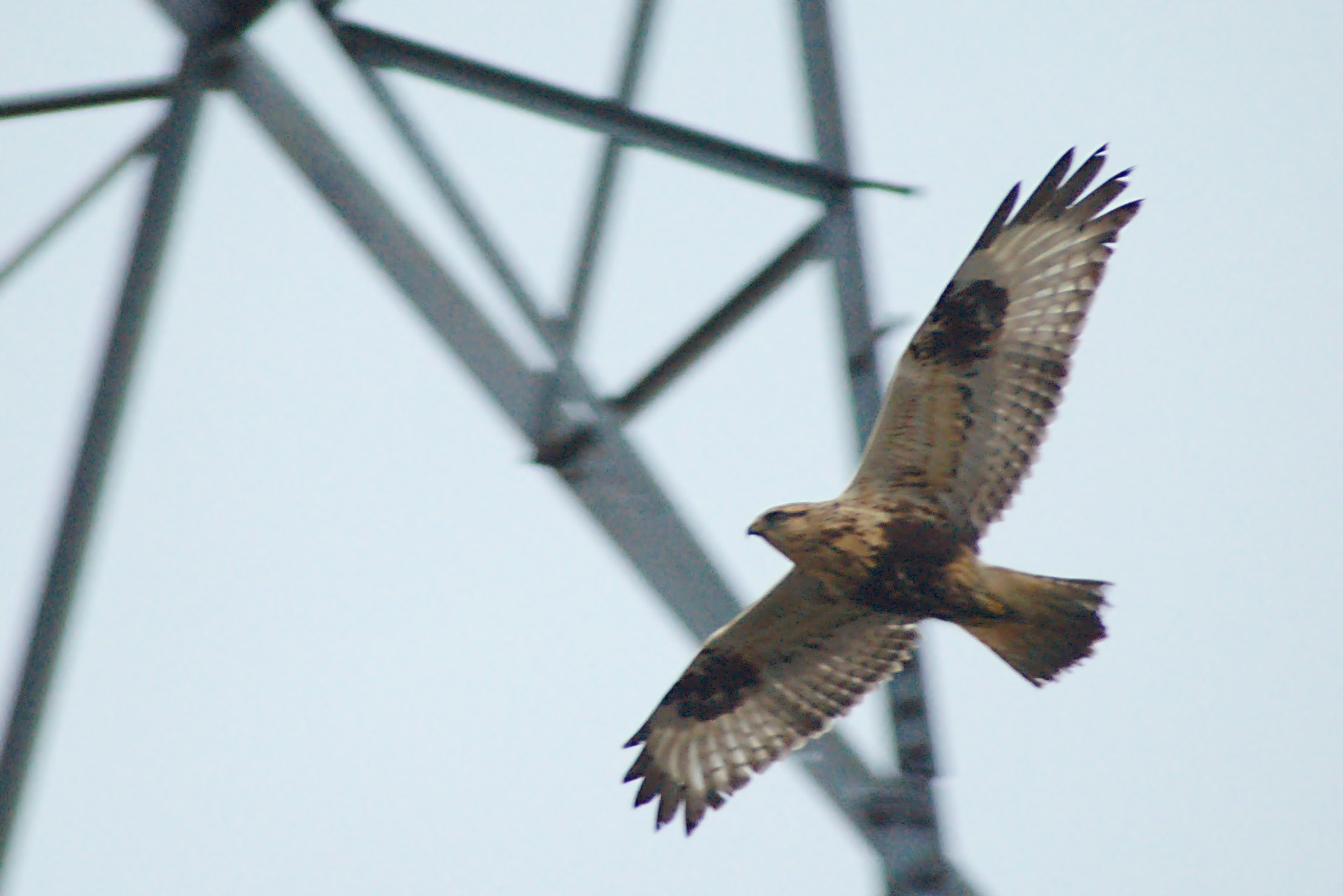
Noter den ljusa undersidan med karaktäristiska mörka partier.
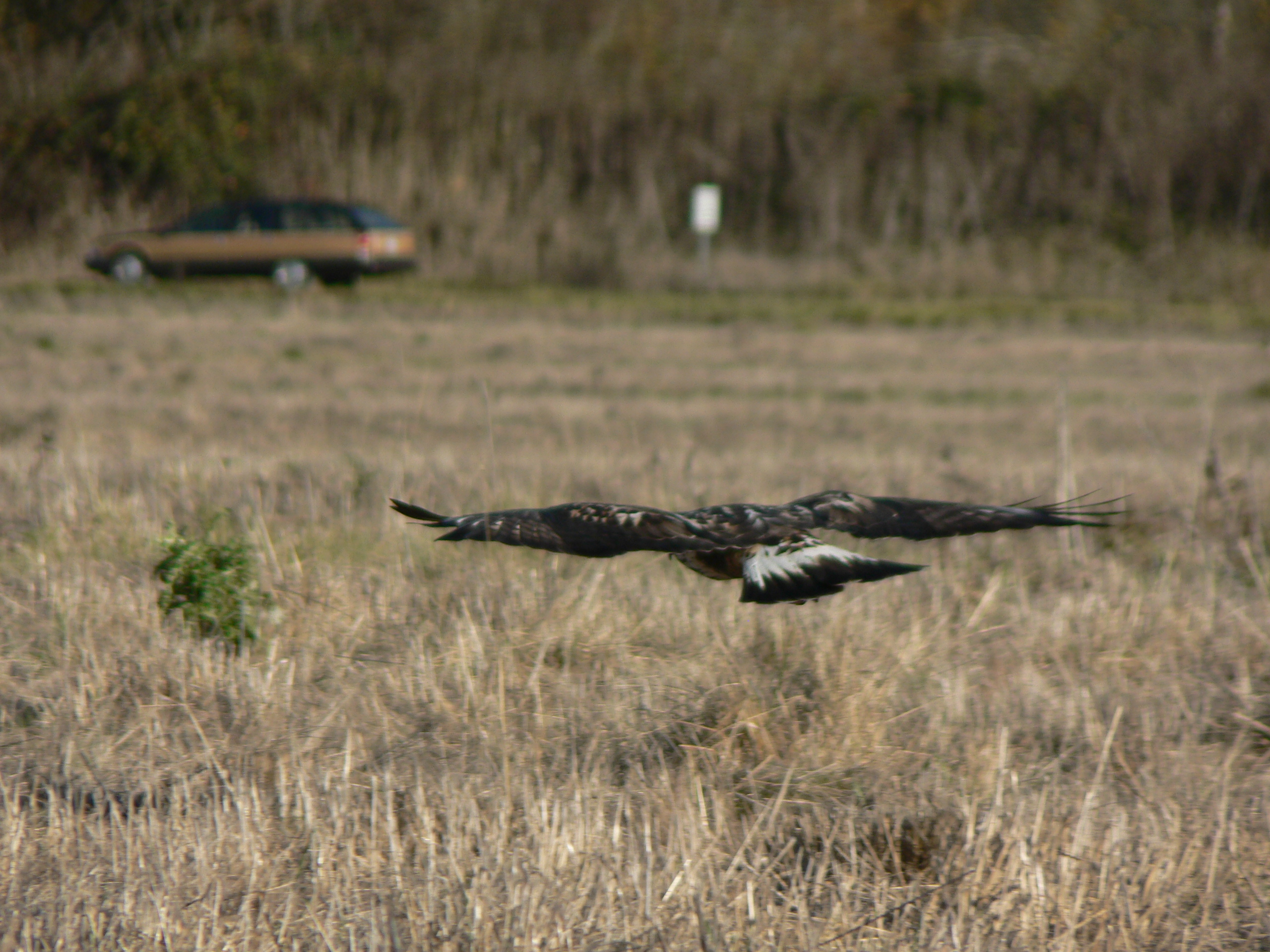
Notera den vita övergumpen och svarta ändbandet på stjärten.

## Läte
På häckplats är fjällvråken en ljudlig fågel, med vanligast ett ormvråkslikt jamande, men med gällare röst och något mer fallande i tonhöjd.

## Taxonomi och utbredning
Fjällvråken är en utpräglad flyttfågel som häckar cirkumpolärt i de nordligaste delarna av holarktis. I Eurasien övervintrar den i ett område som sträcker sig mellan 58° och 45° nordlig bredd.
Fjällvråken delas upp i fyra underarter:
- 'europeisk fjällvråk[6] Buteo lagopus lagopus – nominatformen häckar på tundra och gräsmark i norra Eurasien med sin östliga utbredningsgräns vid floden Jenisej. Den övervintrar i centrala Eurasien.
- Buteo lagopus menzbieri (Dementiev, 1889) – häckar i nordöstra Asien, från floden Jenisej och österut till Ochotska havet. Övervintrar i centrala Asien, norra Kina och Japan.
- Buteo lagopus kamtschatkensis (Dementiev, 1931) – häckar i Kamtjatka och övervintrar i östra centrala Asien
- Buteo lagopus sanctijohannis (Gmelin, 1788) – häckar i Alaska och norra Kanada och övervintrar så långt söderut som södra USA.

### Förekomst i Sverige
Fjällvråk häckar i nordöstra Sverige från nordligaste Värmland till Norrbotten och upp i fjällvärlden. På vintern förekommer den i södra Sverige.

## Ekologi

### Föda
Fjällvråken är en köttätare som vanligtvis lever av små däggdjur vilket utgör 62–98 procent av dess föda. Åkersork, gråsiding och fjällämmel utgör dess huvudföda, vilket under delar av säsongen utgör 80–90 procent av dess byten, men detta varierar beroende på tillgång. Vissa studier indikerar att de har förmågan att se sorkars luktmarkeringar som är synliga inom den ultravioletta delen av ljusspektrumet, vilket skulle hjälpa dem att finna sitt byte. Den kompletterar sin diet med  möss, råttor, ökenråttor, pipharar och insekter. Utöver däggdjur är fåglar den vanligaste födan och under dåliga gnagarår dominerar fågel. Oftast tar den mindre tättingar som snösparv, lappsparv och tundrasparv men även större fåglar, och då främst ripor, men också sjöfågel, vadare och jorduggla. De fokuserar ofta på fåglar som är unga och relativt många av de större fåglarna tas när de håller på att bli flygga. När det råder brist på huvudfödan kan den även ta större däggdjur som präriehundar, jordekorrar, bisam och mindre mårddjur. I övervintringsområden med buskstäpp utgör kaniner en viktig föda och i bebyggda områden i England visar studier att den ofta tar ringduva och europeisk kanin.
Fjällvråken är en opportunistisk dagaktiv jägare och drygar ut sin föda med as, men fokuserar oftast på det vanligast förekommande mindre ryggradsdjuret. Den tar även byten från artfränder såväl som av andra fåglar som rödstjärtad vråk, brun kärrhök, tornfalk och korp. Bytesstorleken varierar vanligtvis mellan 6,5–2 587 gram och en adult kräver 80–120 gram mat om dagen. Som de flesta arterna inom släktet Buteo så spanar fjällvråken efter byten både från stillasittande som från luften och tar främst byten på marken. Till skillnad från andra större rovfåglar brukar den ibland ryttla när den spanar efter byten.

### Häckning

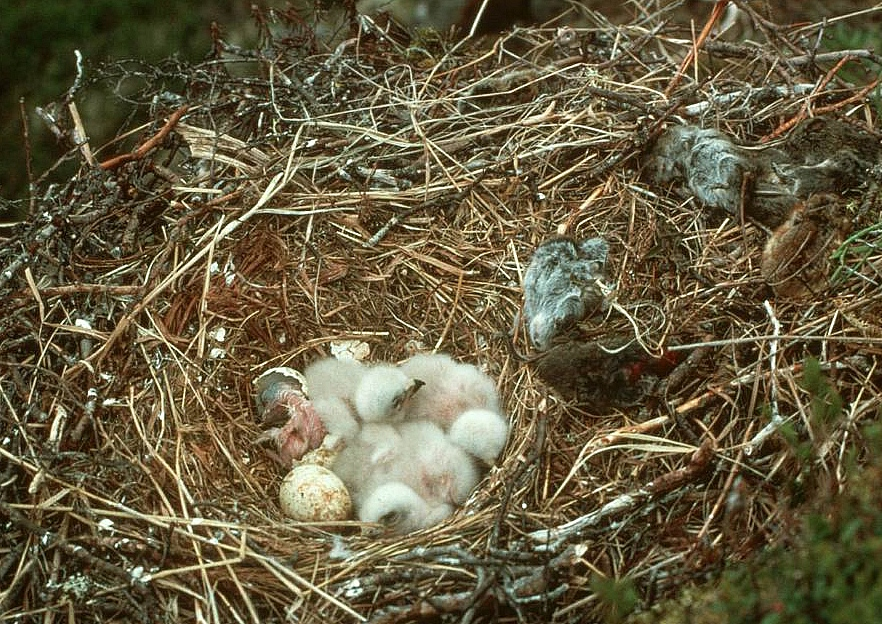
Bo med ungar av underarten B. l. sanctijohannis.

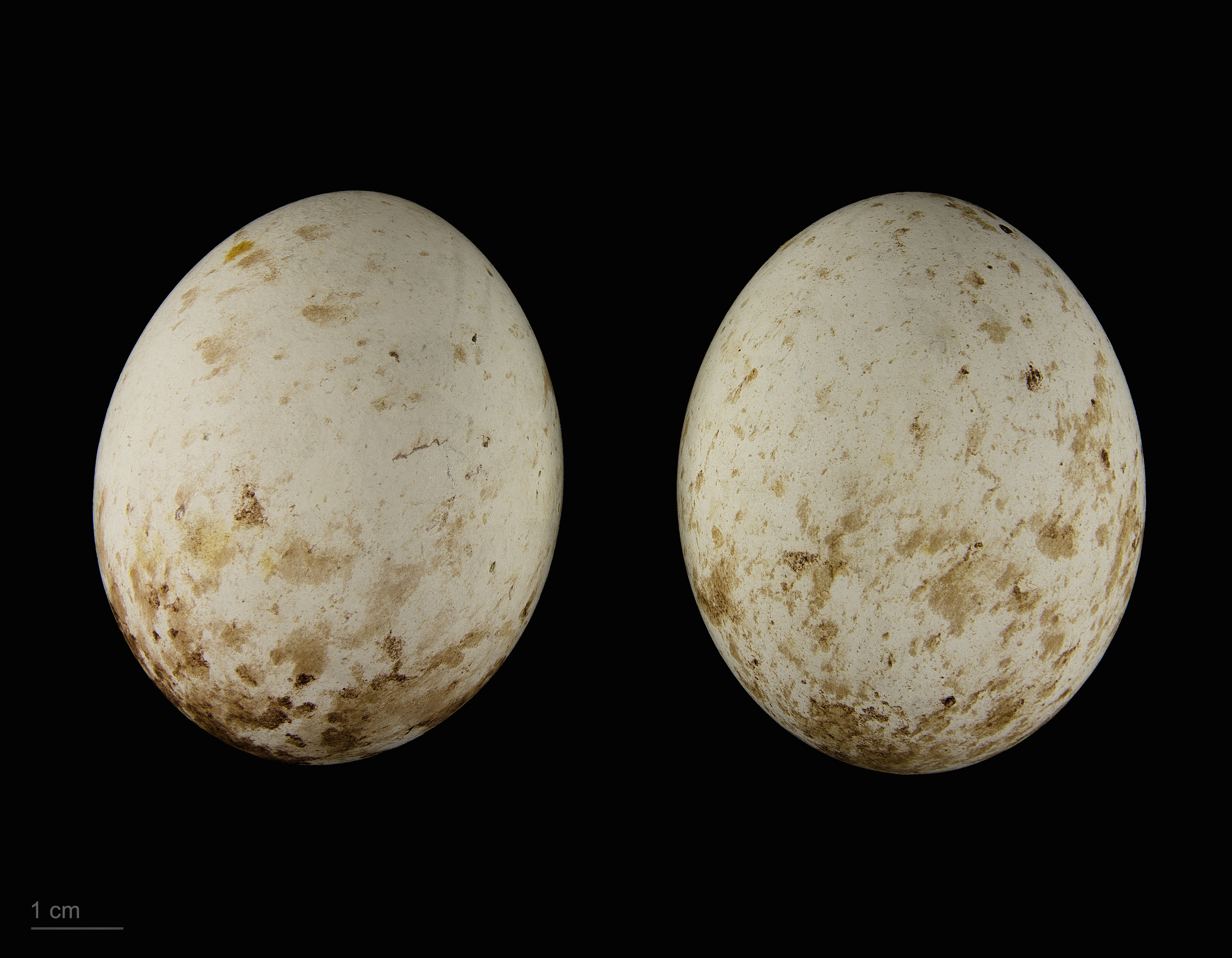
Buteo lagopus

Fjällvråken blir häckningsmogen vid ungefär två års ålder. Den häckar vanligtvis under maj månad men tiden varierar beroende på när den når sitt häckningsområde. Det finns inga indikationer på att den skulle vara annat än monogam och den häckar bara med en partner under ett flertal år.
Efter att den anlänt häckningsområdet bygger den sitt bo vilket tar tre till fyra veckor. Boet som mäter 60–90 cm i diameter och 25–60 cm på höjden byggs av grenar, halvgräs och fjädrar. Den häckar främst på tundran och i övergångslandskapet mellan skog och tundra, under goda gnagarår även i skogslandskapet. Boet byggs i en klippbrant, i ett träd eller på marken och den föredrar att placera boet på klipphyllor eller på klippig hällmark. Honan kan lägga ett till sju ägg men lägger vanligtvis tre till fem stycken. Den lägger generellt fler ägg goda gnagarår medan häckning helt kan utebli dåliga år. Genomsnittlig äggstorlek är 56,4 mm på längden och 44,7 mm i omkrets. Den ruvar i mist 31 dagar, vilket nästan enbart sköts av honan och under tiden matas hon av hanen. Efter kläckning tar det ytterligare fyra till sex veckor innan ungarna är flygga men de fortsätter därefter att vara beroende av att föräldrarna ger dem föda i ytterligare två till fyra veckor efter att de lämnat boet.

### Mortalitet
Fjällvråkar kan bli upp till 19 år i det vilda men en hona på ett zoo i Idaho blev över 25 år. Merparten fjällvråkar överlever dock inte sina första två år och de vanliga dödsorsaker är svält, köld, störningar från människor och predation. Överlevnadsgraden ökar markant när de blir flygga och sedan när de lärt sig att behärska jakten. Fjällvråkar som dödas under flykt är ofta en effekt av mänsklig påverkan som kollision med kraftledningar, vindkraftverk, byggnader och fordon, förgiftning eller illegal jakt.
Säkra observationer av predation gentemot denna art har främst skett vid boet. Fjällräv, brunbjörn och järv har alla observerats ta både ägg och ungar ur boet och korp är en vanlig bopredator. Adulta fjällvråkar har få naturliga fiender men kan dödas av artfränder, främst när de försvarar boet, men kan även dödas av större rovfåglar, som vissa örnar, stora falkar, stora ugglor och andra stora Buteo-vråkar.

## Fjällvråk och människan

### Status och hot
Världspopulationen är inte hotad och den listas som livskraftig (LC) av IUCN. Däremot finns det lokala populationer som är hotade, exempelvis den skandinaviska som är upptagen på både den svenska och norska Röda listan som nära hotad (NT). Den europeiska populationen uppskattas till 110 000-120 000 häckande par, med 3 000-5 000 par i Sverige.

### Namn
Fjällvråken har tidigare även kallats skenvråk, skenvåk, skenvåg och fjösbent vråk. Det är även en av fåglarna som kallats slaghök.